# Eesti Laul 2016
L'ottava edizione dell'Eesti Laul si è tenuta dal 13 febbraio al 5 marzo 2016 e ha selezionato il rappresentante dell'Estonia all'Eurovision Song Contest 2017 a Stoccolma.
Il vincitore è stato Jüri Pootsmann con Play.

## Organizzazione
L'Eesti Laul è il festival musicale che funge da metodo di selezione nazionale per l'Estonia all'Eurovision Song Contest. L'ottava edizione, come le precedenti, è stata organizzata dall'emittente estone Eesti Rahvusringhääling (ERR).
Il festival è stato articolato in due semifinali da 10 partecipanti e una finale, alla quale si sono qualificati i primi 5 classificati delle semifinali scelti da una combinazione del voto di televoto e giuria.

## Partecipanti
La lista dei partecipanti annunciata il 5 novembre 2015.
| Artista                       | Titolo            | Traduzione | Compositori                                                                                    |
| ----------------------------- | ----------------- | ---------- | ---------------------------------------------------------------------------------------------- |
| Anett Kulbin                  | Strong            | Inglese    | Anett Kulbin, Joonas Mattias Sarapuu                                                           |
| Cartoon feat. Kristel Aaslaid | Immortality       | Inglese    | Ago Teppand, Hugo Martin Maasikas, Joosep Järvesaar, Kerli Kõiv, Iiris Vesik, Kristel Aaslaid  |
| Gertu Pabbo                   | Milijon korda     | Estone     | Lii Schmidt, Priit Pajusaar, Maian Kärmas                                                      |
| Go Away Bird                  | Sally             | Inglese    | Stanislav Bulganin                                                                             |
| Grete Paia                    | Stories Untold    | Inglese    | Sven Lõhmus                                                                                    |
| I Wear* Experiment            | Patience          | Inglese    | Hando Jaksi, Mikk Simson, Johanna Eenmaa                                                       |
| Indrek Ventmann               | Hispaania tüdruk  | Estone     | Allan Kasuk                                                                                    |
| Jüri Pootsmann                | Play              | Inglese    | Fred Krieger, Stig Rästa, Vallo Kikas                                                          |
| Kati Laev & Noorkuu           | Kaugel sinust     | Estone     | Urmas Kõiv, Anneli Kõiv                                                                        |
| Kéa                           | Lonely Boy        | Inglese    | Egert Milder, Robert Stanley Montes, Ian Karell                                                |
| La La Ladies                  | Unikaalne         | Estone     | Tatjana Mihhailova, Mihkel Mattisen, Timo Vendt, Inga Tislar                                   |
| Laura                         | Supersonic        | Inglese    | Sven Lõhmus                                                                                    |
| Meisterjaan                   | Parmupillihullus  | Estone     | Jaan Tätte Juunior                                                                             |
| Mick Pedaja                   | Seis              | Estone     | Mick Pedaja                                                                                    |
| Põhja-Tallinn & Jaagup Kreem  | Ei ole mul olla   | Estone     | Jaanus Saks, Kristjan Soomre, Mark Eric Kammiste, Hannes Agur Vellend, Herlend-Kaspar Raudkivi |
| Púr Múdd                      | Meet Halfway      | Inglese    | Oliver Rõõmus, Joonas Alvre                                                                    |
| The Jingles                   | Love a Little Bit | Inglese    | Jonathan Flack, Hain Hoppe, Rauno Vaher, Tanel Liiberg                                         |
| Windy Beach                   | Salty Wounds      | Inglese    | Priit Uustulnd, Tuuli Rand, Mari Tamm                                                          |
| Würffel                       | I'm Facing North  | Inglese    | Kaspar Kalluste, Rosanna Lints                                                                 |
| Zebra Island                  | How Many Times    | Inglese    | Rasmus Lill, Helina Risti                                                                      |

## Semifinali

### Prima semifinale
La prima semifinale si è tenuta il 13 febbraio 2016 presso l'Estonia Theatre di Tallinn.
I 5 finalisti sono stati: Laura, Mick Pedaja, Cartoon feat. Kristel Aaslaid, Kati Laev & Noorkuu e Kéa.
| #  | Artista                       | Titolo            | Punteggio | Punteggio | Punteggio | Posizione |
| #  | Artista                       | Titolo            | Giuria    | Televoto  | Totale    | Posizione |
| -- | ----------------------------- | ----------------- | --------- | --------- | --------- | --------- |
| 1  | The Jingles                   | Love a Little Bit | 1         | 2         | 3         | 10        |
| 2  | Würffel                       | I'm Facing North  | 10        | 1         | 11        | 6         |
| 3  | Mick Pedaja                   | Seis              | 12        | 6         | 18        | 2         |
| 4  | Indrek Ventmann               | Hispaania tüdruk  | 3         | 7         | 10        | 7         |
| 5  | Cartoon feat. Kristel Aaslaid | Immortality       | 8         | 8         | 16        | 3         |
| 6  | Kéa                           | Lonely Boy        | 6         | 5         | 11        | 5         |
| 7  | Kati Laev & Noorkuu           | Kaugel sinust     | 2         | 10        | 12        | 4         |
| 8  | Zebra Island                  | How Many Times    | 5         | 4         | 9         | 8         |
| 9  | Laura                         | Supersonic        | 7         | 12        | 19        | 1         |
| 10 | Windy Beach                   | Salty Wounds      | 4         | 3         | 7         | 9         |

### Seconda semifinale
La seconda semifinale si è tenuta il 20 febbraio 2016 presso l'Estonia Theatre di Tallinn.
I 5 finalisti sono stati: Jüri Pootsmann, Grete Paia, I Wear* Experiment, Meisterjaan e i Go Away Bird.
| #  | Artista                      | Titolo           | Punteggio | Punteggio | Punteggio | Posizione |
| #  | Artista                      | Titolo           | Giuria    | Televoto  | Totale    | Posizione |
| -- | ---------------------------- | ---------------- | --------- | --------- | --------- | --------- |
| 1  | Go Away Bird                 | Sally            | 8         | 3         | 11        | 5         |
| 2  | Jüri Pootsmann               | Play             | 12        | 12        | 24        | 1         |
| 3  | Meisterjaan                  | Parmupillihullus | 4         | 7         | 11        | 4         |
| 4  | I Wear* Experiment           | Patience         | 10        | 4         | 14        | 3         |
| 5  | Púr Múdd                     | Meet Halfway     | 6         | 2         | 8         | 8         |
| 6  | Greta Paia                   | Stories Untold   | 5         | 10        | 15        | 2         |
| 7  | Põhja-Tallinn & Jaagup Kreem | Ei ole mul olla  | 3         | 6         | 9         | 7         |
| 8  | Anett Kulbin                 | Strong           | 7         | 1         | 8         | 9         |
| 9  | Gertu Pabbo                  | Milijon korda    | 2         | 5         | 7         | 10        |
| 10 | La La Ladies                 | Unikaalne        | 1         | 8         | 9         | 6         |

## Finale
La finale si è tenuta il 5 marzo 2016 presso la Saku Suurhall di Tallinn.
| #  | Artista                       | Titolo           | Punteggio | Punteggio | Punteggio | Posizione |
| #  | Artista                       | Titolo           | Giuria    | Televoto  | Totale    | Posizione |
| -- | ----------------------------- | ---------------- | --------- | --------- | --------- | --------- |
| 1  | Laura                         | Supersonic       | 6         | 10        | 16        | 2         |
| 2  | Go Away Bird                  | Sally            | 4         | 2         | 6         | 8         |
| 3  | Mick Pedaja                   | Seis             | 10        | 5         | 15        | 4         |
| 4  | Grete Paia                    | Stories Untold   | 2         | 6         | 8         | 7         |
| 5  | Kéa                           | Lonely Boy       | 5         | 1         | 6         | 9         |
| 6  | Jüri Pootsmann                | Play             | 12        | 12        | 24        | 1         |
| 7  | Kati Laev & Noorkuu           | Kaugel sinust    | 1         | 4         | 5         | 10        |
| 8  | Cartoon feat. Kristel Aaslaid | Immortality      | 8         | 8         | 16        | 3         |
| 9  | Meisterjaan                   | Parmupillihullus | 3         | 7         | 10        | 5         |
| 10 | I Wear* Experiment            | Patience         | 7         | 3         | 10        | 6         |

### Superfinale
| # | Artista                       | Titolo      | Televoto | Posizione |
| - | ----------------------------- | ----------- | -------- | --------- |
| 1 | Laura                         | Supersonic  | 29%      | 2         |
| 2 | Jüri Pootsmann                | Play        | 45%      | 1         |
| 3 | Cartoon feat. Kristel Aaslaid | Immortality | 26%      | 3         |

## All'Eurovision Song Contest
L'Estonia si è esibita 13ª nella prima semifinale, dove si è classificata 18ª (ultimo posto) con 24 punti, mancando la qualificazione per la finale.

### Giuria
La giuria estone per l'Eurovision Song Contest 2016 è stata composta da:
- Priit Pajusaar, compositore
- Els Himma, cantante
- Kadri Koppel, cantante, vocal coach e compositore
- Hanna Parman, artista ed insegnante
- Taavi Paomets, musicista e produttore musicale